# Nouveau pont de l'île d'Orléans
Pour l’article homonyme, voir Pont de l'île d'Orléans.
Le nouveau pont de l'île d'Orléans est un projet de pont routier visant à remplacer l'actuel pont de l'Île-d'Orléans au Québec. Son ouverture est prévue pour 2028.

## Historique
En 2010, le ministère des Transports du Québec décide de remplacer le pont de l'Île-d'Orléans, inauguré en 1935, par un nouvel ouvrage. Le conseil des ministres autorise la planification du projet en 2015. En 2018, le projet est administrativement jumelé au dossier du projet de troisième lien entre Québec et Lévis.
Le concept architectural est présenté en octobre 2020. Sa construction est prévue 120 mètres à l'ouest du pont actuel. Le consortium Origine Orléans (Stantec et EXP) dirige les travaux. L'ouverture est prévue en 2027. En mars 2023, elle est reportée d'un an en raison de la « disponibilité des ressources d’accompagnement technique pour la préparation de l’appel de propositions ».

## Description
Estimé initialement à "quelques centaines de millions" le coût de sa construction est ensuite révisé à 2,7 milliards de dollars en avril 2024, une facture qui fait sourciller en regard du coût de l'ancien pont (3,5 millions en 1935, soit 76,65 millions de dollars de 2024 compte tenu de l'inflation).
Il s'agira d'un pont à haubans avec une voie routière bidirectionnelle avec une piste multifonctionnelle sur chaque côté. Les deux pylônes du pont seront en béton et le tablier en acier. Le concept architectural de l'architecte Thomas Lavigne dit s'inspirer des navires avec une base des pylônes « en forme de proue » et des haubans rappelant une voile. L'ouvrage sera illuminé durant la nuit.